# 谷口守泰
谷口 守泰（たにぐち もりやす、1943年〈昭和18年〉3月30日 - ）は、日本のアニメーター、イラストレーター。アニメアール代表取締役社長。兵庫県神戸市出身で京都府在住。
元大阪デザイナー専門学校アニメーション学科講師。大阪総合デザイン専門学校ビジュアルクリエーター学科 特別講師。大阪芸術大学キャラクター造形学科講師（高橋良輔講座のゲスト講師として）。日本アニメーター・演出協会（JAniCA）発起人、会員。

## 人物・経歴
西陣織の図案デザイナー、マネキン制作会社、コマーシャルフィルム制作会社を経てアニメーターとなる。
長いキャリアと実績を誇るベテランアニメーターで、日本アニメーション界の重鎮である。活躍はTVアニメだけに留まらず、多くの(主に関西圏での)CMアニメも手掛けている。
デビュー後の1960年代末から1970年代中盤に渡り東京テレビ動画が制作した作品で仕事を共にした岡迫亘弘を師匠とする。
1970年代初頭、大阪にスタジオカムを設立。村中博美らが加入し『ヤスジのポルノラマ やっちまえ!!』（1971年）や『科学忍者隊ガッチャマン』（1972年 - 1974年）に村中とともに参加。タツノコプロ作品では宮本貞雄作監のもとでリアルなキャラクターの下地が形造られる。以後、カムは解散するものの、1975年以降は東映動画やサンライズスタジオ制作のメカ物、岡迫亘弘が所属していた土田プロダクション作品を中心に活躍。
1970年代末、1980年代を一世風靡するアニメアールを大阪に村中博美と共に設立する。（後に村中はアニメアール２スタ→スタジオ・ムーへ独立。）
当初は谷口の友人が講師を務めていた大阪デザイナー学院の卒業生を現場参加させスタートした為、『伝説巨神イデオン』（1980年）では新人育成の感が否めず苦戦を強いられるが、続く『太陽の牙ダグラム』（1981年 - 1983年）では、アールの若手の成長に伴い、谷口のリアルかつスタイリッシュな人物描写と美しいメカ・エフェクト作画で突出。劇場版『ドキュメント 太陽の牙ダグラム』（1983年）の「ヘルムート・ラコック暗殺シーン」の新作カットを塩山紀生の指名で作画を担当した後、その流れの中で高橋良輔監督の日本サンライズ製作のリアルロボット物第2弾『装甲騎兵ボトムズ』（1983年 - 1984年） に参加。
実際には担当することはなかったが、角川映画による「角川アニメーション映画」第1作『幻魔大戦』（1983年）のキャラクターデザイナーの候補者にも挙げられた。

## 作風・姿勢
『ボトムズ』ではシナリオでの主人公「キリコ・キュービィー」の人物造型、主人公像（キリコの一人称で物語が進行する寡黙なハードボイルドヒーロー）に惚れ込んだ谷口は、塩山紀生デザインによるキャラクターに対し、クールさを前面に押し出す意図的なデザイン変更を行ったのである。それは当然、塩山ファンの反発を招き、現に谷口の元にカミソリを送り付けた者までいたという。テレビ局側からも当初は、サンライズ側のプロデューサー長谷川徹の元にクレームが入り、谷口にも伝えられていた。
それでも「キリコは僕の思想なんだ」と語る谷口はそれに果敢に挑み続けた。当時発行された同人誌において、谷口は他のボトムズの作画陣に不安を感じていた旨を語っている。本人曰く「なんとかせなあかんな」と思ったとも。その谷口の思いを支えたのは、谷口の行為に共感した視聴者、そして当初から谷口の画風を作品世界の創造に不可欠なものと捉えていた監督の高橋良輔、プロデューサーの長谷川徹、さらに当のキャラクターデザイナー塩山紀生その人だった。塩山も谷口の意図に理解を示し、自らの絵柄に取り入れ、後のOVAシリーズで新たなハードテイストのキリコ像確立に成功する。
結果、谷口はアールを率いて、最終話を始め多くの主要エピソードで作画監督を担当し、塩山のオリジナルデザインと人気を二分しカリスマ的な人気を博することとなった。そのアールのハイクオリティーな作画と個性的な画風は当時のアニメ雑誌にも取り上げられ（アニメアールへのスタジオ取材、谷口の画によるピンナップポスターやイラスト掲載等）、谷口の名を一躍スターダムに伸し上げることに繋がった。
高橋監督の『ボトムズ』の次作『機甲界ガリアン』（1984年 - 1985年）での各話作画監督を経て、1980年代高橋4部作のトリとなる『蒼き流星SPTレイズナー』（1985年 - 1986年）において、高橋の強い推薦により、満を持してキャラクターデザイナーに就任する。一応オーディションは行われたものの、企画概要の決定前に谷口のもとには、「谷口デザイン決定」の内知があったという。その後サンライズより総作画監督の打診もあったが、谷口はそれを固辞する。『ボトムズ』の作画監督経験において実践されてきた、「各話作画監督の個性を尊重したい」というフェアーな理由からであった。

## 谷口及びアニメアールに対する評価
- 高橋良輔（アニメーション監督）

（『太陽の牙ダグラム』第67話 “北極に散った決断”でのフォン・シュタインが謀殺されるシーン。“ラコックは機関銃を手にしていたが、直後に、銃を捨てるなどの描写も無く両手で髪を整え、その場から立ち去る際に銃を投げ捨てる”というカットがある。両手で髪を整える場面は両手がガラ空きの状態でなければならず、その前に銃を手放す描写が無ければ辻褄が合わない。これについて監督の高橋は、）あのラコックの一連の動きというものは、キャラクターをもの凄くよく捉えていて。ミスである事を分かっていながら、手を入れる事ができなかったんです。それは(谷口さんの)作画の力だと思いますね。
- 沖浦啓之（アニメーター、アニメーション監督）

ちょうどその頃『（太陽の牙）ダグラム』を放送していて、アールの谷さん（谷口守泰）の作監の回が突出していた。〔略〕それで訪ねていって、画を見せて「（アニメーターを）やりたいんですけど」と言ったら、「じゃあ、明日からこいよ」みたいな事で……。
- 橋本敬史（アニメーター）

当時は『さすがの猿飛』がホントに大好きで、8000枚とか9000枚とか、凄い枚数を使ってたじゃないですか。とにかく画面の中で元気いっぱい動くような作品がやりたかった。その頃は『らんぽう』が始まった時期で、毛利（和昭）さんとかが好き勝手にやってる回があったじゃないですか。そういう動画をやったりして、勉強したという感じですね。
〔『蒼き流星SPTレイズナー』第26話「時は流れた!」について─引用者〕シリーズ半ばの新OPにリニューアルキャラクター。OPも本編も作画が何度見ても物凄いし、ドラマも燃える！アニメアールここにあり！という感じでした。
- 大張正己（アニメーター、アニメーション監督）

「『(機動戦士)ガンダム』はもちろん好きだったけど、『(太陽の牙)ダグラム』が何か好きでしたね、凄く。なんだろうあれは、リニアカノンとか設定もいいし。作画もアニメアールの担当回は格好いいんですよ。で、吉田徹さんや毛利和昭さんがやる回は特にイイ!
- 塩山紀生（アニメーター）

各話作監についていうと、そりゃ勿論それぞれに印象がありますけど、敢えて言うならば、アニメアールの谷口さんの強烈な個性ですね。ある面ではキャラを無視したっていう位のものであげてるでしょ。ところがフィルムを通して観ると決しておかしな仕上がりになっていない。やっぱり優れた方の最右翼ですね。
- 滝沢敏文（アニメーション監督）

自分のコンテ以上によくやってくれました。このコンテからこんな物が出てくるのかっていう、新しい発見もありました。僕はキャラの違いには殆どこだわらない。キリコがキリコじゃなかろうとも、演技さえなっていれば全然気にならないですね。(戦闘シーンの動きについては?) それはもう特に思う事なんだけど、コンテ以上の事をやってくれたというか、アニメアールの作品は凄いと思いますね。
- 加瀬充子（アニメーション監督）

（谷口さんの絵は）嫌いじゃないですね。例えば塩山さんの絵とは全く違うんだけど、(谷口作監回として)一つの作品として観るならば、それで私はいいと思うんです。アニメアールの戦闘シーンというと、(『装甲騎兵ボトムズ』第)14話(“アッセンブルEX-10”)の前にも、例えば『(さすがの)猿飛』とか、ああいう感じのキレのいいロボットのタッチが出ていて凄く参考になったんです。作画でね、吉田徹君という人がやっているんですけど、あのこの所も凄くいいですね。
- 柿本八起（アニメーション美術監督、背景画家）

レイズナー時代の吉田さん、沖浦さん達メカ作画のBL影は、流行ってた曲線主体のワカメ影と違ってて面がシャープに表現されてて品を感じて好きでしたね。それを学生時代に影響を受けて真似てたのが、劇場版ウテナの背景を描く時に役立ちました。

## 世界での評価
2009年には、フランスのパリで開催され16万人を動員した日本ポップカルチャーの欧州最大の祭典「Japan Expo」第10回記念大会において、スペシャルゲストとして招待される。
『装甲騎兵ボトムズ』、『蒼き流星SPTレイズナー』という代表作がフランスに紹介されていないにも係わらず、谷口の招待が決定した理由は、『キャプテン翼』、『みゆき』、『シティーハンター』という80年代の作品が現在も尚、フランスにおいてクラシックな人気を誇り、この3作品ともに作画監督として群を抜く印象的な作画を披露したことによるもの。さらに『サムライチャンプルー』、『スピードグラファー』という近年の人気作においても腕を振るうという、TVアニメ創成期から活躍するベテランのなかにあって類稀な卓越した現役感と功績に敬意を表されてのことである。
4日間に渡りサイン会、イラストレーションの実演、プレス取材が行われ、日本を代表するベテランアニメーターの来仏に多数の人がつめ掛け会場は沸いた。フランス語圏のみならず、サイン色紙を求めイタリアから駆けつけた女性ファンも見られた。多数用意された谷口の描く『キャプテン翼』、『シティーハンター』の直筆サイン入り色紙は、チケット制であったにもかかわらず瞬く間に品切れとなり、谷口のオリジナル・キャラクター色紙が急遽用意されたほどである。
プロフィール資料に記載された膨大な参加作品の数に、取材記者達は一様に驚愕し感嘆した。そして、フランスでも名の知られるアニメーター沖浦啓之、逢坂浩司、木村貴宏らが谷口の指導を受けたことを知るや、若手アニメーターへの指導方法にも質問は及んだ。

## 教え子
主宰するアニメアールにおいて、以下に示す通り、現在のアニメーション界を支える、人気・実力を兼ね備えるアニメーターを指導育成したことで知られる。
- 毛利和昭（劇場版『ポケットモンスター』 キャラクターデザイン・総作画監督）
- 貴志夫美子（『天元突破グレンラガン』 作画監督）
- 吉田徹（『機動戦士ガンダムSEED』 作画監督・メカ作監）
- 河村佳江（劇場版 『陽あたり良好』 作画監督）
- 加瀬政広（劇場版『魔法陣グルグル』 キャラクターデザイン・作画監督）
- 糸島雅彦（劇場版『ケロロ軍曹』作画監督）
- 逢坂浩司（『機動武闘伝Gガンダム』 キャラクターデザイン・作画監督）
- 沖浦啓之（『GHOST IN THE SHELL / 攻殻機動隊』 キャラクターデザイン・作画監督）
- 浜川修二郎（『SoltyRei』 企画・原案・キャラクターデザイン・総作画監督）
- 柳沢まさひで（『るろうに剣心 -明治剣客浪漫譚- 追憶編』 キャラクターデザイン・作画監督）
- 小森高博（『DARKER THAN BLACK -黒の契約者-』 キャラクターデザイン・総作画監督）
- 木村貴宏（『コードギアス 反逆のルルーシュ』 キャラクターデザイン・総作画監督）
- 寺田浩之（『イナズマイレブン』 作画監督）
- 井上哲（『マシンロボ クロノスの大逆襲』 作画監督）
- 野中みゆき （『バイオレンスジャック ハーレム・ボンバー』 作画監督）
- 吉本拓二（『Princess Holiday 〜転がるりんご亭千夜一夜〜』 キャラクターデザイン・作画監督）
- 河野利幸（『新世紀エヴァンゲリオン JRA補完計画・宝塚記念編』 絵コンテ・演出・原画）
- 森下博光（劇場版『機動戦士ガンダム00』 作画監督）
- 中本尚子（『朝霧の巫女』 キャラクターデザイン・作画監督）
- 中澤勇一（『俗・さよなら絶望先生』 設定協力・作画監督）
- 津熊健徳（『NARUTO -ナルト-』 作画監督）
- 松坂定俊 （劇場版『るろうに剣心 維新志士への鎮魂歌』 作画監督）
- 崎山知明（『革命機ヴァルヴレイヴ』 メカニカル作画監督）
- 原田大基（『ロミオ×ジュリエット』 キャラクターデザイン・総作画監督）
- 光田史亮（『一億分の一の男』 監督・キャラクターデザイン・作画監督）

## 受賞歴
- 1984年（昭和59年）『第6回アニメグランプリ』 作画監督部門ノミネート （装甲騎兵ボトムズ・作画監督）

## 参加作品

### TVシリーズ

#### 1960年代
- ビッグX（1964年 - 1965年、東京ムービー、全59話） 原画
- オバケのQ太郎（1965年、東京ムービー、Aプロダクション（現：シンエイ動画）、全59話） 原画
- ロボタン（1966年 - 1968年、大広プロ、京都・Aプロ（Aプロダクションとは無関係の制作会社）、全104回（全208話）） キャラクターデザイン（ノンクレジット）／作画監督・原画 ※（表記：作画）／絵コンテ
- 夕やけ番長（1968年 - 1969年、東京テレビ動画（後の日本テレビ動画）、全26話） 原画
- 男一匹ガキ大将（1969年、東京テレビ動画、全52話） 原画

#### 1970年代
- 赤き血のイレブン（1970年、東京テレビ動画、全52話）　原画（5,12,16,19,24,27,30,33,38,40,43,45,48,49,51,52話）
- モンシェリCoCo（1972年、日本テレビ動画、全13話） 原画
- アストロガンガー（1972年 - 1973年、宣弘社、ナック、全26話） 原画
- アニメ・ドキュメント ミュンヘンへの道（1972年、日本テレビ動画、全17話） 原画
- 正義を愛する者 月光仮面（1972年、萬年社、ナック、全39話） 原画
- 科学忍者隊ガッチャマン（1972年 - 1974年、タツノコプロ、全105話） 原画（16,21,29,35,41,47,55,59,63,69,75,80,86,99話）
- 山ねずみロッキーチャック（1973年、ズイヨー映像、全52話） 原画
- 破裏拳ポリマー（1974年 - 1975年、タツノコプロ、全26話） 原画（6,14,23話）
- アンデス少年ペペロの冒険（1975年、和光プロ、全26話） キャラクターデザイン（岡迫亘弘と共同）（もりやすじと共同原案 ※ノンクレジット）
- 勇者ライディーン（1975年 - 1976年、東北新社、創映社（後の日本サンライズ）、全50話） 作画監督（19,26,31,34,37,46話）（46話は塩山紀生と共同）／原画（11,26,31,34,37,41,44,46,49話）
- 鋼鉄ジーグ（1975年 - 1976年、東映動画、全46話） 原画
- 超電磁ロボ コン・バトラーV（1976年 - 1977年、東映（本社）、日本サンライズ（現:サンライズ）、全54話） 作画監督（45話）／原画（3,9,16,23,29,35,40,44,45,50話）
- 大空魔竜ガイキング（1976年 - 1977年、東映動画、全44話） 作画監督（2,8,15,19,24,28,39話）／原画
- ドカベン（1976年 - 1979年、日本アニメーション、土田プロ、全163話） 原画（80,87,95,100,106,133,142,145,149,152,156,160,161,163話）
- ジェッターマルス（1977年、マッドハウス、全27話） 原画（2話）
- 合身戦隊メカンダーロボ（1977年 和光プロダクション、全35話） 原画（17話）
- 超電磁マシーン ボルテスV（1977年 - 1978年、東映、日本サンライズ、全40話） 原画（3,8,14,18,21,26,29,34,38話）
- 惑星ロボ ダンガードA（1977年 - 1978年、東映動画、全56話） 作画監督（3,12,17話）／原画
- 超人戦隊バラタック（1977年 - 1978年、東映動画、全31話） 作画監督（7,16話）／原画
- アローエンブレム グランプリの鷹（1977年 - 1978年、東映動画、全44話） 作画監督／原画（13話）
- 闘将ダイモス（1978年 - 1979年、東映、日本サンライズ、全44話）原画（5話）
- 宇宙海賊キャプテンハーロック（1978年 - 1979年、東映動画、全42話） 作画監督／原画（6話）
- 科学忍者隊ガッチャマンII（1978年、タツノコプロ、全52話） 原画（20話）
- SF西遊記スタージンガー（1978年 - 1979年、東映動画、全73話） 作画監督（7,17話）／原画
- キャプテン・フューチャー（1978年 - 1979年、東映動画、全53話） 原画
- 科学冒険隊タンサー5（1979年 - 1980年、日本サンライズ、全34話） 原画（4話）
- ザ☆ウルトラマン（1979年 - 1980年、日本サンライズ、全50話） 作画監督（36話）※ノンクレジット 表記は作画／原画（26,36話）

#### 1980年代
- 釣りキチ三平（1980年 - 1982年、日本アニメーション、土田プロ、全109話） 作画監督（79話）/原画（7,8,13,17,21,32,33,38,54,56,79,92話）
- 伝説巨神イデオン（1980年、日本サンライズ、全39話）  作画監督（8,13,25,33話）/原画（2,8,13,19,22,25,39話）※39話の原画は毛利和昭、上井やすよし、河村佳江、貴志夫美子が担当。谷口は未放映40話の作画監督を担当
- 百獣王ゴライオン（1981年、東映（テレビ事業部）、東京動画（前身：オフィス・アカデミー、全52話） 作画監督（21話）/原画（3,6,15話）
- 太陽の牙ダグラム（1981年 - 1983年、日本サンライズ、全75話） 作画監督（4,9,16,22,30,36,41,48,53,60,67話）
- 魔境伝説アクロバンチ（1982年、国際映画社、全24話） 原画（6話）/動画（11話）
- ゲームセンターあらし（1982年、シンエイ動画、土田プロ、全26話） 原画（2,5,9,13,18,22話）※2,5,22話のクレジットはアニメR(アニメアール)
- さすがの猿飛（1982年 - 1984年、日本アドシステムズ、土田プロ、全69話） 作画監督（31,34,54話）/原画（4,12,16,24話）※4話のクレジットはアニメR。34話は毛利和昭と共同、毛利はノンクレジット。54話は毛利和昭と共同、谷口はノンクレジット。最終回69話の作画監督はアニメアールの毛利和昭
- 未来警察ウラシマン（1983年、タツノコプロ、全50話） 原画（4,8,15話）※15話のクレジットはアニメアール、50話はシリーズ・スタッフとしてクレジット
- みゆき（1983年、キティ・フィルム、全37話） 作画監督（12,23,32,36,37話）/原画（7,18,23,32,36,37話）
- 装甲騎兵ボトムズ（1983年 - 1984年、日本サンライズ、全52話） 作画監督（2,9,14,22,29,33,39,46,52話）
- 機甲創世記モスピーダ（1983年 - 1984年、タツノコプロ、アニメフレンド、全25話） 原画　※ノンクレジット
- キャプテン翼（1983年 - 1986年、土田プロ、全128話） 演出（89話）/作画監督（12,16,20,26,31,36,40,45,50,54,58,65,84,87,89話）
- らんぽう（1984年、日本アドシステムズ、土田プロ、全21話） 作画監督（9,10話）/原画（19話）
- 北斗の拳（1984年 - 1987年、東映動画、全109話） 原画（12,19,24話）
- 重戦機エルガイム（1984年、日本サンライズ、全54話）作画監督（14話）
- 超攻速ガルビオン（1984年、国際映画社、全26話） 作画監督（15,20話）
- 機甲界ガリアン（1984年 - 1985年、日本サンライズ、全25話） 作画監督（3,6,13,19,22,25話）（3～22話は塩山紀生と共同、25話は塩山紀生、吉田徹と共同）
- 星銃士ビスマルク（1984年 - 1985年、スタジオぴえろ、全51話） 作画監督（9,16,24,31,36,42,46）/原画（9,16,31話）※最終回51話の作画監督は谷口守泰の予定だったが、『レイズナー』の準備に追われ、原画も担当した同スタジオ・アニメアールの逢坂浩司、沖浦啓之が代りを務めた
- ふたり鷹（1984年、国際映画社、全36話） 作画監督（4,7,9,12,14,16話）
- 超獣機神ダンクーガ（1985年、葦プロダクション、全38話） 原画（14話）
- タッチ（1985年 - 1987年、東宝、グループ・タック、スタジオジュニオ、スタジオぎゃろっぷ、キティフイルム、全101話） 作画監督（4,10,16話）/原画（55話）
- 蒼き流星SPTレイズナー（1985年 - 1986年、日本サンライズ、全38話） キャラクターデザイン/作画監督（1,4,6,8,12,16,20,25,26,30,33,37,38話）/原画（4話）/オープニング・エンディング作画監督　※OP, ENDの作画監督のみノンクレジット
- アニメ ゴーストバスターズ＜日米合作＞（1986年 - 1988年、コロムビア・ピクチャーズ、ディック・エンタテインメント、コカ・コーラ・テレコミュニケーションズ、ビジュアル80） キャラクターデザイン/作画監督
- Thundercats＜日米合作・日本未放映＞（1985年、ランキンバスプロダクション、PAC） 作画監督
- シティーハンターシリーズ（サンライズ） 作画監督 
  - シティーハンター（1987年、全51話）（4,9,13,20,26,32,38,42,48話）
  - シティーハンター2（1988年、全63話）（4,10,22,23,29,34,40,46,50,55,63話）
  - シティーハンター3（1989年、全13話）（5,13話）
- 赤い光弾ジリオン（1987年、タツノコプロ、IGタツノコ、全31話） 原画（17話）
- マンガ日本経済入門（1987年、ナック、全25話） 作画監督
- 仮面の忍者 赤影（1987年 - 1988年、東映動画、ライフワーク、全23話） 作画監督（6,11,17,22話）
- 鎧伝サムライトルーパー（1988年 - 1989年、サンライズ、全39話） オープニング・アニメーション（毛利和昭と共同）
- 美味しんぼ（1988年 - 1992年、シンエイ動画、スタジオディーン、全136話） 作画監督（24話）
- 悪魔くん（1989年、東映、東映アニメーション、全42話） オープニング・アニメーション（作画監督/原画（共同））　※OP作画監督・原画ともにノンクレジット
- まんが日本昔ばなし 第2期（1989年、グループタック） 絵コンテ　※高橋良輔からの発注で絵コンテ作業は終えるも、タック側からのOKが出ず未制作
- ピーターパンの冒険（1989年、日本アニメーション、全41話） 作画監督（34,39話）
- ジャングルブック・少年モーグリ（1989年、日本アニメーション、全52話） レイアウト・チェック（23話）
- DRAGON QUEST（1989年 - 1990年、日本アドシステムズ、スタジオコメット、全43話） 原画（2話）

#### 1990年代
- つる姫じゃ〜っ!（1990年、アウベック、全49話） 作画監督／原画（2,9話）
- ひみつの花園（1991年 - 1992年、NHKエンタープライズ・総合ビジョン、学研、アウベック、全39話） 原画
- 横山光輝 三国志（1992年、大日本印刷、スタジオ・ザイン、全47話） 作画監督（1,6,12,14,18,25,33話）
- スーパービックリマン（1992年、東映アニメーション、全44話） 作画監督（6,13,20,31話）
- 妖精ディック Hobberdy Dick（1992年、瑞鷹、グルーパープロダクション、全26話） 作画監督（18話）
- 南国少年パプワくん（1992年 - 1993年、日本アニメーション、全26話） 作画監督（11話）
- 風の中の少女 金髪のジェニー（1992年、日本アニメーション、全52話） 作画監督（6,11話）／原画（1,5話）
- 機動戦士Vガンダム（1993年、サンライズ、全51話） 作画監督（5,9,20,28,36,43話）
- 剣勇伝説YAIBA（1993年 - 1994年、パステル、エノキフィルム、全52話） 作画監督（18,26,41,52話）／原画（2話）
- ヤマトタケル（1994年、日本アニメーション、全37話） 作画監督（3,9,15話）
- ハックルベリー・フィン物語（1994年、エノキフイルム、アウベック、全26話） 演出（25話）／作画監督／原画（19,25話）
- 銀河戦国群雄伝ライ（1994年 - 1995年、イージー・フイルム、全52話） 作画監督（20,30,36,41話）
- レッドバロン（1994年 - 1995年、東京ムービー新社（現:トムス・エンタテインメント）、全49話） 作画監督（8,15,23話）
- 機動武闘伝Gガンダム（1994年 - 1995年、サンライズ、全49話） 原画（4話）
- 魔法騎士レイアース（1994年 - 1995年、東京ムービー新社、全49話） 原画（6話）
- ストリートファイターII V（1994年、グループ・タック、全29話） 原画（10話）
- 獣戦士ガルキーバ（1995年、サンライズ、全26話） 原画（15,21話）
- H2（1995年、東宝、葦プロダクション、全41話） 作画監督（31,36話）
- 愛天使伝説ウェディングピーチ（1995年、日本アドシステムズ、ケイエスエス、OLM、全51話） 作画監督（7話）
- 元祖 爆れつハンター（1995年、XEBEC、全26話） 原画（1話）
- 闘魔鬼神伝ONI（1995年 - 1996年、J.C.STAFF、全25話） 作画監督（8話）
- るろうに剣心 -明治剣客浪漫譚-（1996年 - 1998年、SPEビジュアルワークス、スタジオぎゃろっぷ、スタジオディーン、全94話）作画監督（7,12,17,23,32話）
- こちら葛飾区亀有公園前派出所（1996年 - 2004、ASATSU、スタジオぎゃろっぷ、全100話） 原画（3話）
- 天空のエスカフローネ（1996年、サンライズ、全26話） 原画（22話）
- 赤ちゃんと僕（1996年、スタジオぴえろ、全35話） 作画監督（5,10話）
- 中華一番!（1997年、日本アニメーション、スタジオぴえろ、全52話） 作画監督（2,6,9,15,20,26,32,36話）／原画（42話）
- マッハGoGoGo（1997年、タツノコプロ、全34話） 作画監督（5,9,14,19,25話）
- 剣風伝奇ベルセルク（1997年、バップ、OLM、全25話） 作画監督（2話）／原画（1話）
- 逮捕しちゃうぞ（1996年 - 1997年、スタジオディーン、全51話） 原画（37話）
- グランダー武蔵RV（1998年、日本アニメーション、全39話） 原画（35話）
- ブレンパワード（1998年、サンライズ、全25話） 原画（1話）
- サイレントメビウス（1998年、ラディクスエースエンタテインメント、全26話） 作画監督（2,9話）
- DTエイトロン（1998年、サンライズ、全26話） 作画監督（2,6,8,12,14,18,22,24話）／原画（1話）
- バブルガムクライシス TOKYO 2040（1998年 - 1999年、AIC、全26話） 原画（9話）
- 火魅子伝（1999年、グループ・タック、全12話） 原画（2,7話）
- コレクター・ユイ 第1シリーズ（1999年、日本アニメーション、全26話） 原画（23話）
- 神八剣伝（1999年、パブリック&ベーシック、スタジオボギー、ライフワーク、全26話） 作画監督（1,6,11,16,21,25話）（1,6話は志村泉と共同、25話は大倉雅彦と共同）
- HUNTER×HUNTER（1999年 - 2001年、日本アニメーション、全62話） 原画（27,49話）
- へっぽこ実験アニメーション エクセル・サーガ（1999年 - 2001年、J.C.STAFF、全26話） 作画監督（12,17話）（17話は共同）／原画（22話）
- トラブルチョコレート（1999年、AIC、全20話） 作画監督（7,13話）
- COLORFUL（1999年、トライアングルスタッフ、全16話） 原画（8話）
- パパと踊ろう（1999年、スタジオディーン、全16話） 作画監督（4話）
- ごぞんじ!月光仮面くん（1999年、東京ムービー新社、全44話） 作画監督（4,6,17,23話）／原画（10話）
- 無限のリヴァイアス（1999年 - 2000年、サンライズ、全26話） 原画（6話）

#### 2000年代
- アルジェントソーマ（2000年、サンライズ、全25話） 作画監督（10話）／原画（2話）
- 星界の戦旗 第1期（2000年、サンライズ、全13話） 原画（8話）
- コレクター・ユイ 第2シリーズ（2000年、日本アニメーション、全26話） 原画（26話）
- とっとこハム太郎（2000年 - 2004年、トムス・エンタテインメント、全193話） 作画監督（4,9話）
- 機巧奇傳ヒヲウ戦記（2000年、BONES、全25話） 原画（6,19,24話）
- 人造人間キカイダー THE ANIMATION（2000年 - 2001年、ラディクスエースエンタテインメント、スタジオOX、全13話） 作画監督（3話）
- 地球防衛家族（2001年、バンダイビジュアル、グループタック、全13話） 原画（13話）
- 魔法戦士リウイ（2001年、J.C.STAFF、全24話） 原画（10話）
- ノワール（2001年、ビィートレイン、全26話） 原画（3,8話）
- Z.O.E Dolores, i（2001年、バップ、サンライズ、全26話） 原画（2,11,12,16,20,24話）
- Cosmic Baton Girl コメットさん☆（2001年、東宝、日本アニメディア、日本アニメーション、シナジージャパン、全43話） OP, END原画（共同）／原画（3,7話）
- ナジカ電撃作戦（2001年、スタジオ・ファンタジア、全12話） 作画監督（10話）／原画（3話）
- SAMURAI GIRL リアルバウトハイスクール（2001年、ポニーキャニオン、GONZO、ステップ映像、全13話） 原画（1話）
- ガイスターズ FRACTIONS OF THE EART（2001年、プラム、全26話） 作画監督（13話）
- 機動天使エンジェリックレイヤー（2001年、avex mode、BONES、全26話） 作画監督補佐（10話）（共同）／原画（3,16,22話）
- シャーマンキング（2001年、日本アドシステムズ・XEBEC、全64話） 作画監督（4話）
- PROJECT ARMS（2001年、トムス・エンタテインメント、全26話） 原画（1話）
  - PROJECT ARMS -The 2nd Chapter-（2001年 - 2002年、トムス・エンタテインメント、全26話） 作画監督（1,5,9,15,20,24話）
- サイボーグ009 THE CYBORG SOLDIER（2001年 - 2002年、ジャパンヴィステック、avex mode、スタジオOX、全51話） 原画（3,22話）
- FF：U 〜ファイナルファンタジー:アンリミテッド〜（2001年 - 2002年、GONZO、全25話） 原画（1話）
- 星のカービィ（2001年 - 2002年、CBC、スタジオザイン、全100話） 原画（3,10話）
- 激闘!クラッシュギアTURBO（2001年 - 2003年、サンライズ、全68話） 原画（1話）
- 王ドロボウJING（2002年、ビジュアルワークス、スタジオディーン、全13話） 原画（2話）
- ハングリーハート WILD STRIKER（2002年、日本アニメーション、全52話） 作画監督（6話）／原画（17話）
- SPACE PIRATE CAPTAIN HERLOCK 〜The Endless Odyssey〜（2002年、バップ、マッドハウス、全13話） 原画（7話）
- 遊☆戯☆王デュエルモンスターズ（2000年 - 2004年、スタジオぎゃろっぷ、全224話） 原画（108話）
- 機動戦士ガンダムSEED（2002年、サンライズ、全50話） 原画（9話）
- 奇鋼仙女ロウラン（2002年 - 2003年、ゼクシズ、全28話） 作画監督（18,19話）（中島美子と共同）
- 電光超特急ヒカリアン（2002年 - 2003年、東宝、東京キッズ、52話） 原画（41話）
- DEAR BOYS（2003年、AT-X、A・C・G・T、全26話） 原画（5話）
- GAD GUARD（2003年、GONZO、アンバーフィルムワークス、全26話） 原画（11話）
- ソニックX （2003年 - 2004年、トムス・エンタテインメント、全78話） 原画（15話）
- キノの旅 （2003年、A.C.G.T、全13話） 原画（9,10話）
- 忍たま乱太郎 第11期（2003年、亜細亜堂、全80話） 作画監督（20,34,35話）
- 人間交差点 （2003年、A.C.G.T、オービー企画、全13話） 作画監督（10,11話）
- ギルガメッシュ（2003年、ジャパンヴィステック、全26話） 作画監督（15,19,25話） 作画監督補佐（13話）
- LAST EXILE （2003年、GDH、ビクターエンタテインメント、GONZO、全26話） OP原画（共同）／作画監督（5,12,17,24話）／原画（24話）
- TEXHNOLYZE（2003年、マッドハウス、全22話） 作画監督（20話）（共同）
- 鋼の錬金術師（2003年、アニプレックス、BONES、全51話） 原画（15話）
- 京極夏彦 巷説百物語（2003年、トムス・エンタテインメント、全13話） 作画監督（9話）
- PAPUWA（2003年 - 2004年、日本アニメーション、全26話） 作画監督（11話）
- PEACE MAKER 鐵 （2003年 - 2004年、GONZO、全24話） 原画（11話）
- サムライチャンプルー（2004年、マングローブ、下井草チャンプルーズ、全26話） 作画監督（4,10,15,19,23話）（4話～19話は中本尚子と共同、23話は中澤一登、中本尚子と共同）
- SAMURAI 7（2004年、GDH、GONZO、全26話） 作画監督（16,25話）※16話のクレジットはアニメアール／原画（6,9,16,25話）
- GANTZ（2004年、GONZO、全26話） 原画（5話）
- スクールランブル（2004年 - 2005年、マーベラスエンターテイメン、スタジオコメット、全26話） 作画監督（8話）（共同）
- tactics（2004年 - 2005年、MEDIA NET、スタジオディーン、全25話） 原画（1話）
- 戦国英雄伝説 新釈 眞田十勇士 The Animation （2005年、グループタック、G&G、全12話） 作画監督（8話）（能地清と共同）
- ギャラリーフェイク（2005年、アニプレックス、東京キッズ、全37話） 作画監督（17話）／原画（21話 他）
- SPEED GRAPHER（2005年、TAP、GONZO、全24話） 作画監督（2話）（中本尚子、中澤勇一と共同）／原画（10,17話）
- 創聖のアクエリオン（2005年、東北新社、バンダイ、サテライト、全26話） 作画監督（6話）／原画（6,20話）
- ぱにぽにだっしゅ!（2005年、ガンジス、シャフト、全26話） 原画（5話）　※クレジットは、たにぐちもりやす
- 格闘美神 武龍（2005年 - 2006年、トムス・エンタテインメント、全25話） 作画監督（6,13話）
- ゾイドジェネシス（2005年、東京キッズ、全50話） 原画（32話）
- エンジェル・ハート（2005年 - 2006年、アニプレックス、トムス・エンタテインメント、全50話） 原画（30話）
- 甲虫王者ムシキング 森の民の伝説（2005年 - 2006年、トムス・エンタテインメント、全52話） 原画（35,39話）
- .hack//Roots（2006年、ビィートレイン、全26話） 原画（4話）
- Ergo Proxy（2006年、ジェネオン・エンタテインメント、マングローブ、全23話） 原画（5話）
- よみがえる空 -RESCUE WINGS-（2006年、バンダイビジュアル、J.C.STAFF、全13話） 原画（8話）
- うたわれるもの（2006年、OLM、全26話)  原画（9話）
- ガラスの艦隊（2006年、GDH・ソニーピクチャーズ、サテライト、GONZO、全26話） 原画
- 吉宗（2006年、銀画屋、AICスピリッツ、ゴンジーノ、全24話） 作画監督（7話）
- RAY THE ANIMATION（2006年、手塚プロ、OLM、全13話） 原画（9話）
- ARIA The NATURAL（2006年、ハルフィルムメーカー、全26話） 原画（15話）
- 天保異聞 妖奇士（2006年、BONES、全25話） 作画監督（共同）（5,11,19話）（11話は小田真弓、他と共同）／原画（1,11話）
- 蒼天の拳（2006年 - 2007年、蒼天スタジオ、パルムスタジオ、全26話） 作画監督（16,17話）
- 銀魂（2006年 - 2010年、サンライズ、全201話） 作画監督（27話）
- くじびき♥アンバランス（2006年、亜細亜堂、全12話） 原画（10話）
- 奏光のストレイン（2006年、スタジオ・ファンタジア、全13話） 原画（3話）
- 家庭教師ヒットマンREBORN!（2006年 - 2010年、アートランド、全208話） 原画（24,34話）
- オーバン・スターレーサーズ Ōban Star-Racers <日仏合作>（2006年、Sav! The World Productions、ハルフィルムメーカー、PUMPKIN-3D、全26話） 原画（10,15話）
- ロミオ×ジュリエット（2007年、GONZO、全24話） 原画（2話）
- 武装錬金（2007年、XEBEC、全26話） 原画（21話）
- MOONLIGHT MILE（2007年、スタジオ雲雀、全12話） 原画（2話）
  - MOONLIGHT MILE 2ndシーズン（2007年、スタジオ雲雀、全14話） 作画監督（1,5,10話）
- 地球へ…（2007年、南町奉行所、東京キッズ、全24話） OP原画（共同）
- ロケットガール（2007年、富士見書房、ハピネット、ムークDLE、全12話） 原画（11話）
- シグルイ（2007年、マッドハウス、全12話） 原画（12話）
- BLUE DRAGON（2007年、studuoぴえろ、全51話） 作画監督（36,44,50話）（中島美子と共同）
  - BLUE DRAGON 天界の七竜（2008年、studuoぴえろ、全51話） 作画監督（6,10話）（6話は中島美子と共同）
- メイプルストーリー（2007年、マッドハウス、全25話） 原画（11話）
- BUS GAMER （2008年、Anpro、全3話） 原画（2話）
- 秘密 〜The Revelation〜（2008年、マッドハウス、全26話） 作画監督（3話）
- 隠の王（2008年、J.C.STAFF、全26話） 作画監督（10,16,22話）（中島美子と共同）
- ウルトラヴァイオレット:コード044（2008年、マッドハウス、全12話） 原画（8話）
- 鉄のラインバレル（2008年、GONZO、全24話） 原画（7話）
- 黒塚 -KUROZUKA-（2008年、マッドハウス、全12話） 原画（2,6,7話）
- とある魔術の禁書目録（2008年、J.C.STAFF、全24話） 原画（9話）
- ソウルイーター（2008年 - 2009年、BONES、全51話） 原画（50話）
- 源氏物語千年紀 Genji（2009年、トムス・エンタテインメント、手塚プロダクション、全11話） 原画（4話）
- イナズマイレブン（2009年、OLM、全127話） 原画（19,24,31,63,91,103話）
- 黒神 The Animation（2009年、サンライズ、全23話） 原画（13話）
- 蒼天航路（2009年、D.N.ドリームパートナーズ、VAP、マッドハウス、全26話） 原画（8,21話）ｆ
- 戦場のヴァルキュリア（2009年、A-1 Pictures、全26話） 作画監督（12,26話）（共同）／原画（26話）
- ティアーズ・トゥ・ティアラ（2009年、WHITE FOX、全26話） 原画（23,26話)
- CANAAN（2009年、ピーエーワークス、全13話） 作画監督（10話）（共同）／原画（10話）
- こばと。（2009年、マッドハウス、全24話） 原画（5話）
- うみねこのなく頃に（2009年、スタジオディーン、全26話） 作画監督（24話）（中島美子と共同）

#### 2010年代
- 刀語（2010年、WHITE FOX、全12話） 反物絵師（2話）／原画（3話）
- 一騎当千（第4期）XTREME XECUTOR（2010年、TNK、全12話） 原画（3,9話）
- ジュエルペット てぃんくる☆（2010年 - 2011年、スタジオコメット、全52話） 原画（33話）
- スーパーロボット大戦OG -ジ・インスペクター-（2010年、旭プロダクション、全26話） 作画監督（3話）（中島美子、他と共同）
- 咎狗の血（2010年、A-1 Pictures、全12話） 原画（5話）
- そらのおとしものf （2010年、AIC ASTA、全12話） 原画（9話）
- これはゾンビですか? （2011年、スタジオディーン、全12話） 原画（1話）
- メタルファイト ベイブレード 4D （2011年、SynergySP、全52話） 原画（2話）
- 電波女と青春男 （2011年、シャフト、全12話） 原画（6話）
- まりあ†ほりっく あらいぶ （2011年、シャフト、全12話） 原画（10話）
- 魔乳秘剣帖 （2011年、フッズエンタテインメント、全12話） 作画監督（共同）（2話）
- ブレイド （2011年、マッドハウス、全12話） 原画（8話）
- ラストエグザイル-銀翼のファム- （2011年 - 2012年、GONZO、全24話） OP原画（共同）／作画監督（18話）（共同）
- へうげもの （2012年、ビィートレイン、全39話） 原画（37話）
- Persona4 the ANIMATION （2012年、AIC ASTA、全25話）  第二原画（21話）
- ハイスクールD×D （2012年、ティー・エヌ・ケー、全12話） 作画監督補佐（9話）
- 坂道のアポロン （2012年、MAPPA、全12話） 原画（11話）
- ジョジョの奇妙な冒険（1st）（2012年 - 2013年、デイヴィッドプロダクション、全26話） 原画（3話）
- キングダム 第1期 （2012年 - 2013年、ぴえろ、全38話） 原画（5,11,14,19,25,28,30話）
- 薄桜鬼 黎明録 （2012年、スタジオディーン、全12話） 原画（1,12話）
- 名探偵コナン 2012年 （2012年、トムス・エンタテインメント、第642話 - 第680話） 作画監督（663話）（共同）
- BLAZBLUE ALTER MEMORY （2013年、teamKG、フッズエンタテインメント、全12話） 原画（9話）
- 義風堂々!! 兼続と慶次 （2013年、teamKG、スタジオディーン、全25話） 原画（18話）
- キングダム 第2期 （2013年 - 2014年、ぴえろ、全39話） 原画（18,33話）
- ノブナガ・ザ・フール（2014年、サテライト、全24話） 原画（23話）
- 東京喰種トーキョーグール√A（2014年、ぴえろ、全12話） 原画（2,4話）
- アカメが斬る!（2014年、WHITE FOX、全24話） 原画（5話）
- ドラゴンボール超（2015年 - 2018年、東映アニメーション、全131話） 原画（82話）
- かみさまみならい ヒミツのここたま（2015年 - 2018年、OLM、全147話） 原画（22話）
- テイルズ オブ ゼスティリア ザ クロス（2016年、バンダイナムコエンターテインメント、ufotable、全12話） 原画（12話）
- 双星の陰陽師（2016年 - 2017年、ぴえろ、全50話） 原画（1,2,5,11話）
- ビッグオーダー（2016年、アスリート、全10話） 原画（2話）
- カードファイト!! ヴァンガードG NEXT（2016年 - 2017年、OLM、全44話） 原画（21,32話）
- マクロスΔ（2016年、サテライト、全25話） 原画（13,18話）／作画協力（25話）
- 灰と幻想のグリムガル（2016年、A-1 Pictures、全12話） 原画（8話）
- 境界のRINNE 第2シリーズ（2016年、ブレインズ・ベース、全25話） 原画（20話）
- 91Days（2016年、朱夏、全13話） 原画（6,9話）
- ねじ巻き精霊戦記 天鏡のアルデラミン（2016年、マッドハウス、全13話） 原画（9話）
- 刀剣乱舞-花丸-（2016年、動画工房、全12話） 原画（4話）
- SERVAMP-サーヴァンプ-（2016年、ブレインズ・ベース、プラチナビジョン、全12話） 原画（8,12話）
- 斉木楠雄のΨ難 第1期（2016年、EGG FIRM、J.C.STAFF、全24話） 作画監督（21話）（中島美子、他と共同）
- タイムボカン24 第1期（2016年 - 2017年、タツノコプロ、全24話） 原画（7,14話）
- モンスターハンター ストーリーズ RIDE ON（2016年 - 2018年、デイヴィッドプロダクション、全75話） 作画監督（12,14,16話）（共同）／原画（14,19話）
- タイガーマスクW（2016年 - 2017年、東映アニメーション、全38話） 原画（1話）
- 装神少女まとい（2016年 - 2017年、WHITE FOX、全12話） 原画（7話）
- クラシカロイド 第1シリーズ（2016年 - 2017年、バンダイナムコピクチャーズ、サンライズ、全25話） 原画（18,22話）
- 鬼平（2017年、スタジオM2、トムス・エンタテインメント、全13話） 原画（3,6,8,10,13話）
- 笑ゥせぇるすまんNEW（2017年、シンエイ動画、トムス・エンタテインメント、全12話） 原画（5話）
- 天使の3P!（2017年、リトルウィング、project No.9、全12話） 原画（3,4話）
- 異世界食堂（2017年、SILVER LINK、全12話） 原画（5話）
- ゲーマーズ!（2017年、PINE JAM、全12話） 原画（7話）
- THE REFLECTION（2017年、ディーン、全12話） 原画（8話）
- アトム ザ・ビギニング（2017年、OLM、Production I.G、SIGNAL.MD、全12話） 原画（11話）
- Code:Realize 〜創世の姫君〜（2017年、M.S.C、全12話） 原画（10話）
- TSUKIPRO THE ANIMATION（2017年、ピー・アール・エー、全13話） 原画（3話）
- 銀魂.（第4期）（2017年、バンダイナムコピクチャーズ、全51話） 原画（通巻 334,341話）
- クラシカロイド 第2シリーズ（2017年 - 2018年、バンダイナムコピクチャーズ、サンライズ、全25話） 原画（5,17話）
- 魔法使いの嫁（2017年 - 2018年、Production I.G、WIT STUDIO、全24話） 原画（8話）
- 刻刻（2018年、ツインエンジン、ジェノスタジオ、全12話） 原画（4,8,10,12話）
- 宇宙よりも遠い場所（2018年、マッドハウス、全13話） 原画（8話）
- イナズマイレブン アレスの天秤（2018年、OLM、全26話） 原画（4話）
- ベイブレードバースト 超ゼツ（2018年 - 2019、OLM、全51話） 原画（28話）
- Cutie Honey Universe（2018年、プロダクションリード、全12話） 原画（6話）
- だがしかし2（2018年、手塚プロダクション、全12話） 作画監督（4話）
- アンゴルモア 元寇合戦記（2018年、NAZ、全12話） 作画監督（4,12話）（中島美子、他と共同）
- キリングバイツ（2018年、ライデンフィルム、全12話） 作画監督（共同）（3話）
- ダメプリ ANIME CARAVAN（2018年、スタジオフラッド、全12話） 原画（8話）
- はたらく細胞 第1期（2018年、デイヴィッドプロダクション、全14話） 原画（5,9,10話）
- RErideD-刻越えのデリダ-（2018年、GEEKTOYS、全12話） 原画

- ジョジョの奇妙な冒険 黄金の風（2018年 - 2019年、デイヴィッドプロダクション、全39話） 原画（11,13話）
- ピアノの森（2018年 - 2019年、ガイナ、全24話） 原画（5,9話）
- ワンパンマン 第2期（2019年、J.C.STAFF、全12話（13 - 24話）） 原画（18,24話）
- ヴィンランド・サガ 第1期（2019年、WIT STUDIO、全12話） 原画（5話）
- ノー・ガンズ・ライフ 第1期（2019年、マッドハウス、全12話）原画

#### 2020年代
- 半妖の夜叉姫 壱の章（2020年 - 2021年、サンライズ、全24話） 原画（8,13話）
  - 半妖の夜叉姫 弐の章（2021年 - 2022年、サンライズ、（第25話 - ）） 原画（32話）
- 文豪とアルケミスト～審判ノ歯車～（2020年、OLM、全13話） 原画（7話）
- GIBIATE the Animation（2020年、ランチ・BOX、スタジオエル、全12話） 原画（4話）
- 憂国のモリアーティ（2020年 - 2021年、Production I.G、全24話） 原画
- SCARLET NEXUS（2021年、バンダイナムコエンターテインメント、サンライズ、全26話） 原画（4,18話）
- ビルディバイド -#000000- 第1期（2021年、アニプレックス、ライデンフィルム、全9話） 原画（5話）
- ルパン三世 PART6（2021年 - 2022年、トムス・エンタテインメント、全24話） 原画（20話）
- 殺し愛（2022年、プラチナビジョン、全12話） 原画
- 幻想三国誌 -天元霊心記-（2022年、GEEKTOYS、全12話） 原画
- シャドウバースF（2022年、ZEXCS、全24話） 原画
- はたらく魔王さま!!（第2期）（2022年、Studio 3Hz、全12話） 原画（4話）
- 転生したら剣でした（2022年、C2C、全12話）原画（10話）
- 僕のヒーローアカデミア（第6期）（2022年（第114話 - ） - 放映中、ボンズ）原画（120話）
- 閃の軌跡 Northern War（2023年 - 放映中、タツノコプロ）原画（1話）
- REVENGER（2023年 、亜細亜堂）原画（3話）
- でこぼこ魔女の親子事情（2023年 、A-Real）作画監督（5話）
- 魔術士オーフェンはぐれ旅 アーバンラマ編（2023年、スタジオディーン）原画（第12話）

### テレフィーチャー
- 若草物語（1980年、東映動画） 原画
- オバタリアン（1990年、サンライズ） 原画
- バトルスピリッツ 龍虎の拳（1993年、スタジオコメット） 作画監督（共同）　※クレジットは、谷口守
- ルパン三世 燃えよ斬鉄剣（1994年、東京ムービー新社） 原画
- シティーハンター ザ・シークレット・サービス（1996年、サンライズ） 原画
- ジャングル大帝 -勇気が未来をかえる-（2009年、手塚プロダクション） 作画監督補佐（共同）／原画

### 映画

#### 1970年代
- ヤスジのポルノラマ やっちまえ!!（1971年、東京テレビ動画） 原画　※R指定
- 劇場版 科学忍者隊ガッチャマン（1978年、タツノコプロダクション） 原画　※TVシリーズの再編集

#### 1980年代
- 伝説巨神イデオン 接触篇（1982年、日本サンライズ） 作画監督（共同）　※TVシリーズの再編集
- 伝説巨神イデオン 発動篇（1982年、日本サンライズ） 原画
- ドキュメント 太陽の牙ダグラム（1983年、日本サンライズ） 作画監督（共同）／原画　※TVシリーズの再編集＋谷口守泰による新作カット
- 日本サンライズ・アニメフェスティバル（1986年、日本サンライズ）

装甲騎兵ボトムズ ザ・ラストレッドショルダー（'85） 原画（表記:アニメアール）　※OVA作品
- バツ&テリー（1987年、日本サンライズ） 原画
- ファイブスター物語（1989年、角川書店、サンライズ） 原画
- ギャラガ HYPER-PSYCHIC-GEO GARAGA（1989年、アスミック、アウベック、アニメアール） キャラクターデザイン／トータル・ビュジュアルディレクター／作画監督／原画　※OVA作品

#### 1990年代
- ミルキィパッション 道玄坂・愛の城（1990年、大陸書房、アニメーション501） キャラクターデザイン／作画監督　※OVA作品
- 創竜伝（1991年、キティフィルム、アウベック） 作画監督（共同）　※OVAの再編集
- るろうに剣心 -明治剣客浪漫譚- 維新志士への鎮魂曲（1997年、ぎゃろっぷ） 作画監督（松坂定俊、加藤茂、他と共同）／原画
- ラーマーヤナ ラーマ王子伝説（1998年、日本ラーマーヤナフィルム） キャラクター原案（ノンクレジット）／原画

#### 2000年代
- 激闘!クラッシュギアTURBO カイザーバーンの挑戦（2002年、東映、サンライズ） 原画
- こちら葛飾区亀有公園前派出所 THE MOVIE2 UFO襲来! トルネード大作戦!! （2003年、スタジオぎゃろっぷ） 原画
- 劇場版BLEACH Fade to Black 君の名を呼ぶ（2008年、ぴえろ） 原画

#### 2010年代
- TRIGUN Badlands Rumble（2010年、マッドハウス） 原画
- 夏夜の華（日中合作、公開年月日不明、ぱるエンタープライズ） 監修
- とある飛空士への追憶（2011年、トムス・エンタテインメント、マッドハウス） 原画
- ベルセルク 黄金時代篇III 降臨（2012年、STUDIO 4℃） 原画
- 全职高手之巅峰荣耀（2019年、彩色铅笔动画）原画　※中国映画

### OVA

#### 1980年代
- ドリームハンター麗夢 シリーズ（サイ・エンタープライズ、プロジェクトチーム永久機関、アニメアール）
  - ドリームハンターレム（1985年） 作画監督（毛利和昭と共同）　※R指定
  - ドリームハンター麗夢 スペシャルバージョン　惨夢、甦る死神博士（1985年） 作画監督（毛利和昭と共同）
  - ドリームハンター麗夢 II　聖美神女学園の妖夢（1986年） キャラクターデザイン（アニメアールと共同クレジット）／作画監修／原画
  - ドリームハンター麗夢 III　夢隠、首なし武者伝説（1987年） キャラクターデザイン（アニメアールと共同クレジット）／作画監修／原画
- 軽井沢シンドローム（1985年、キティフィルム、小学館） 原画
- 装甲騎兵ボトムズ ザ・ラストレッドショルダー（1985年、日本サンライズ） 原画（クレジットは、アニメアール）
- バイオレンス・ジャック ハーレムボンバー編（1986年、創映新社、葦プロ、アニメアール、スタジオGOODS） キャラクターデザイン（パッケージにのみ表記 本編ロールではノンクレジット）
- 超時空ロマネスク SAMY MISSING・99（1986年、サイエンタープライズ、プロジェクトチーム永久機関、アウベック） キャラクターデザイン／作画監督（新井豊と共同）／(本編)イラスト（井上宣と共同）　※キャラクターデザイン・版権イラストのみ、実質的な作監作業は行われていない
- 蒼き流星SPTレイズナー シリーズ（日本サンライズ）
  - 蒼き流星SPTレイズナー ACT-I　エイジ1996（1986年） キャラクターデザイン／作画監督　※TVアニメ再編集＋新作カット（次巻予告アニメーション・原画）
  - 蒼き流星SPTレイズナー ACT-II　ル・カイン1999（1986年） キャラクターデザイン／作画監督　※TVアニメ再編集＋新作カット（次巻予告アニメーション・原画）
  - 蒼き流星SPTレイズナー ACT-III　刻印2000（1986年） キャラクターデザイン／作画監督（貴志夫美子、吉田徹と共同）　※TVアニメ最終話＋オリジナルパート（未放映エピソード）
- トゥインクルハート 銀河系までとどかない（1986年、サイエンタープライズ、プロジェクトチーム永久機関、スタジオムー） 作画監修（村中博美と共同）
- ブラックマジック M-66（1987年、アニメイトフィルム、AIC、アニメアール） 原画
- Good Morningアルテア（1987年、アニメイトフィルム、スタジオシグナル） 作画監督
- New Story of Aura Battler DUNBINE 全3巻/3話（1988年、サンライズ） 作画監督（1,2,3話）
- 装甲騎兵ボトムズ サンサ（1988年、サンライズ） オープニング・アニメーション（絵コンテ／作画監督／原画（共同））
- 装甲騎兵ボトムズ クエント（1988年、サンライズ） オープニング・アニメーション（絵コンテ／作画監督／原画（共同））
- 機甲猟兵メロウリンク 全6巻/12話（1988年 - 1989年、バップ、サンライズ） キャラクターデザイン／作画監督（1,2,3,4,5,6,7,8,9,10,11,12話）／OP, END作画監督（※OP, ENDの作画監督はノンクレジット）
- シンデレラ・エクスプレス（1989年、日映エージェンシー、日本映像、スタジオルック） キャラクターデザイン／作画監督

#### 1990年代
- のりぴーちゃん（1990年、アスミック、アウベック） キャラクターデザイン／作画監督
- アリーズ -神話の星座宮-（1990年、秋田書店、スタジオザイン） レイアウト（全カット担当）
- スケバン刑事 全2巻/2話（1991年、JHプロジェクト、東京キッズ） 原画（2話）
- サムライダー 謎の転校生（1991年、大映ビデオ、スタジオMTV） キャラクターデザイン／作画監督
- ジャングルウォーズ 全2巻/2話（1991年、日本アニメーション） キャラクターデザイン（1,2話）／作画監督（1話）
- カプリコン（1991年、大陸書房、アウベック） キャラクターデザイン／作画監督
- 創竜伝 全6巻/12話（1991年 - 1993年、キティフィルム、アウベック） 作画監督（1,2,3話）／原画（4話）
- しあわせってなあに 全3巻/3話（1991年、幸福の科学出版、学研、京都アニメーション） 演出／作画監督（2話）
- 聖伝-RG VEDA- 全2巻/2話 (1991年 - 1992、アニメイトフィルム）　原画（2話）
- BASTARD!! -暗黒の破壊神- 全6巻/6話（1992年 - 1993年、AIC） 作画監督（1話）（木村貴宏と共同）／作画監督補佐（6話）（佐々木一浩、他と共同）／原画（1,6話）
- 鴉天狗カブト 黄金の目のケモノ（1992年、NHKエンタープライズ、ケイエスエス、ヒーロー・コミュニケーションズ、中村プロ） 原画
- モルダイバー 全6巻/6話（1993年、パイオニアLDC、AIC） 原画（1話）
- アル・カラルの遺産（1993年、アニメイトフィルム、ビジュアル80） 原画
- エイトマン AFTER 全4巻/4話（1993年、アクト、音研、サンクチュアリ、J.C.STAFF） 作画監督（4話）
- 聖ミカエラ学園漂流記II 全2巻/2話(1994年、ALL PRODUCTS、ピカレスク、J.C.STAFF） キャラクターデザイン（1,2話）／作画監督（1話）　※後年に「セクシャルグレードアップ改訂版」と称した、実写映像をまじえてのR指定版が発売
- THE レイプマン アニメバージョン（1994年、ピンクパイナップル、TEC、アニメーション501） 原画　※R指定
- 新・キューティーハニー 全8巻/8話（1994年 - 1995年、スタジオジュニオ） 原画（8話）
- 真・女神転生 東京黙示録 全2巻/2話（1995年、ソニーミュージックエンタテインメン、J.C.STAFF） 原画
- ウダウダやってるヒマはねェ! 全2巻/2話（1995年、日本映像、徳間ジャパン、J.C.STAFF） 原画（1話）
- POWER DoLLS オムニ戦記2540（1995年、バップ、工画堂スタジオ、アートミック） キャラクターデザイン／作画監督
- 旭日の艦隊 第2期（1995年 - 2000年、J.C.STAFF、3話 - 11話） 原画（3話）
- 影技 シャドウスキル（第2期） 全3巻/3話（1996年、ZERO G-ROOM） 作画監督（1話）
- ほんとにあった学校怪談（1996年、松竹、三共教育映画社） 監督（表記：演出）／キャラクターデザイン／作画監督／美術監督
- サンクチュアリ（1996年、東映アニメーション） 原画
- 今日から俺は!! 全10巻/10話（1996年、スタジオぴえろ） 原画（5,6話）
- 湘南純愛組! 全5巻/5話 (1997年、日本映像、ライフワーク)　原画（5話）
- 厄災仔寵（やくさいこちよう）（1997年、TBS、コロンビア、ダックスインターナショナル） 作画監督
- 銀河英雄伝説（外伝1期）「朝の夢、夜の歌」 全4巻/4話（1998年、キティフィルム、シャフト） 作画監督（2,3話）
- トラジマのミーめ 全2巻/2話（1999年、マクザム、ライフワーク） キャラクターデザイン／作画監督（1,2話）
- 太陽の船 ソルビアンカ 全6巻/6話（1999年 - 2000年、パイオニアLDC、AIC） 原画（3話）

#### 2000年代
- Z.O.E 2167 IDOLO（2001年、バップ、サンライズ） 原画
- 紺碧の艦隊 第六期（2002年 - 2003年、徳間書店、J.C.STAFF、25話 - 32話） 原画（26話）
- 新・北斗の拳 全3巻/3話（2003年 - 2004年、オービー企画、A.C.G.T） 原画（3話）
- 紺碧の艦隊 特別編 蒼莱開発物語（2005年、徳間書店、J.C.STAFF） 原画

#### 2010年代
- アーケードゲーマーふぶき 全4巻/4話（2010年、シャフト） 原画（4話）
- 親鸞への道／八太のともだち（2010年、真宗大谷派(東本願寺)、真宗大谷派視聴覚伝道委員会） キャラクターデザイン／作画監督

### Webアニメ

#### 2010年代
- 徳川斉昭と弘道館物語 ～学びが人を創り人が道をつくる～（2018年、水戸市、BRIDGE、エス・ディ・ワークス、セイバーリンクス、スタジオコメット） 原画
- ソードガイ The Animation（2018年、Netflix、ランドック・スタジオ、全12話）　原画（11,12話）
- あるゾンビ少女の災難（2018年、GONZO、スティングレイ、全1話） 原画（1話）
- HERO MASK（2018年、Netflix、スタジオぴえろ、全24話） 原画（3話）
- 無限の住人-IMMORTAL-（2019年 - 2020年、Amazonプライム・ビデオ、ライデンフィルム、全24話） 原画（10,12,15,16,17話）

#### 2020年代
- 最響カミズモード!（2020年 - 2021年、バンダイナムコピクチャーズ、全26話） 原画（3話）
- 終末のワルキューレ（2021年、グラフィニカ、全12話） 原画（9話）

### ゲーム
- 装甲騎兵ボトムズ-ブラック・ユニコーン-　PC-8801版（1988年、FamilySoft） キャラクターデザイン
- アマランス3　PC-9801版、FM-TOWNS版（1994年、FUGA System） キャラクターデザイン／アニメーションパート作画監督
- パラダイスコール　PC-9801版、Windows 3.1版（1995年、MayfarSoft） キャラクターデザイン／原画　※R指定
- 魔法学園LUNAR!　セガサターン版（1997年、エーアガイツ、J.C.STAFF） アニメーションパート原画
- リンダキューブ アゲイン　PlayStation版（1997年、NECホームエレクトロニクス、アルファ・システム、スタジオ・ザイン） アニメーションパート原画
- リフレインラブ２　PlayStation版（1998年、リバーヒルソフト）Windows 95版（2001年、サイバーフロント）　アニメーションパート作画監督
- DEVOTE 2 ～いけない放課後～　Windows 98版（2002年、13cm）　原画　※R指定
- ANUBIS ZONE OF THE ENDERS　PlayStation 2版（2003年、KONAMI） アニメーションパート作画監督
- アッシュアームズ-灰燼戦線-　iOS/Android版（2019年、シドニア） 2.5周年記念キャンパス 書き下ろしイラスト

### プロモーションビデオ
- PONY METAL U-GAIM（1987年、ゼナラルプロダクツ、アニメアール） 動画　※ゲスト参加
- 電音部ノベル シブヤ編解禁記念PV（2021年、バンダイナムコエンターテインメント、GEEKTOYS）原画

### パイロットフィルム
- ディストピア・ストーリー ステルスワイズ（1985年、日本サンライズ） 作画監督
- 魔王伝ザン（1989年、日本サンライズ） キャラクターデザイン／作画監督
- トマトちゃん（2011年、レイアップ） キャラクターデザイン／作画監督
- パチスロ 蒼き流星SPTレイズナー（2015年、セガサミー） キャラクターデザイン／作画監督

### イベント上映
- ダグラム＆ボトムズナイト（2003年、サンライズ、新文芸座）

太陽の牙ダグラム 第67話 北極に散った決断（'81） 作画監督
装甲騎兵ボトムズ 第14話 アッセンブルEX-10（'83） 作画監督
装甲騎兵ボトムズ 第52話 流星（'83） 作画監督
- アニメーター・逢坂浩司展～追悼展示会～（2007年、ボンズ、杉並アニメーションミュージアム・アニメシアター）

蒼き流星SPTレイズナー 第38話 歪む宇宙（'85） キャラクターデザイン、作画監督 （メカ作監／沖浦啓之）
- 第62回ロカルノ国際映画祭公式上映 日本アニメーション作品（2009年、国際映画製作者連盟 (FIAPF) 、イタリア・ミラノ）
  - リストロペクティブ：映画、テレビ、短編アニメーション[20][21]

装甲騎兵ボトムズ 第2話 ウド（'83） 作画監督
- サンライズフェスティバル 2010夏（2010年、サンライズ、テアトル新宿）
  - アーリーサンライズウィーク

蒼き流星SPTレイズナー 第1話 あかい星にて（'85） キャラクターデザイン、作画監督 （メカ作監／吉田徹）
蒼き流星SPTレイズナー 第15話 蒼き流星となって（'85） キャラクターデザイン （作画監督／本橋秀之、佐藤千春）
蒼き流星SPTレイズナー ACT-III  刻印2000（'86） キャラクターデザイン、作画監督（共同／吉田徹、貴志夫美子）
- - ボトムズウィーク

装甲騎兵ボトムズ 第9話 救出（'83） 作画監督
装甲騎兵ボトムズ 第14話 アッセンブルEX-10（'83） 作画監督
装甲騎兵ボトムズ 第29話 二人（'83） 作画監督
装甲騎兵ボトムズ 第39話 パーフェクト・ソルジャー（'83） 作画監督
装甲騎兵ボトムズ 第46話 予感（'83） 作画監督
装甲騎兵ボトムズ 第52話 流星（'83） 作画監督

### 実写作品
- D.Dブレイカーりりあ 暗黒夢破壊譚 ACT-01 RIRIA（2008年、アタッカーズ、オフィス・ファンタム） デザインワークス／題字　※R指定
- ビットバレット（2008年、アスラン、アークエンタテイメント、ぶんか社、ミリオンエンタテインメント） デザインワークス
- 時空警察ハイペリオン（2009年、マクザム、ミリオンエンタテインメント） 美術協力
- D.Dブレイカーゆめ 暗黒夢破壊譚 ACT-02 YUME 放浪の愚者（2009年、アタッカーズ、オフィス・ファンタム） デザインワークス／題字　※R指定
- バレットリヴァース（2011年、アタッカーズ、ミリオンエンタテインメント） 制作協力

### 舞台
- ピンクとバルン（2022年5月28日 - 7月18日、劇団カッパ座） ポスターイラスト

## イラストレーション
ボトムズの作監担当時より、アニメ雑誌や作品ムックにおいて、多くの水彩画、セル原画が、表紙イラスト、折込ポスター、中イラストとして掲載されている。
共に、アール・ヌーヴォー調の様式的な構図で描かれたキャラクターは、メカニカルで中世的な装飾を施し、繊細で巧みな描線が特徴的で、着色は水彩絵具を用いた、透明感のある淡い色使いが印象的である。
『装甲騎兵ボトムズ』、『キャプテン翼』、『タッチ』、『機甲界ガリアン』、『蒼き流星SPTレイズナー』、『ドリームハンター麗夢』、『超時空ロマネスク沙美』、『シティーハンター』、『聖戦士ダンバイン』、『鎧伝サムライトルーパー』、『機甲猟兵メロウリンク』、『DRAGON QUEST』、『機動戦士Vガンダム』の雑誌掲載、付録冊子掲載、ピンナップ、付録ポスター、プレゼント用色紙の版権イラストがある。
TV番宣ポスター、劇場ポスター、促販ポスター、特典ポスター、ビデオ・LD・DVD・レコード・CDのジャケット、グッズ用では『超電磁ロボ コン・バトラーV』、『装甲騎兵ボトムズ』、『機甲界ガリアン』、『蒼き流星SPTレイズナー』、『ドリームハンター麗夢』、『超時空ロマネスク沙美』、『機甲猟兵メロウリンク』、『装甲騎兵ボトムズ ブラック・ユニコーン』、『ギャラガ』、『シンデレラ・エクスプレス』、『のりぴーちゃん』、『サムライダー』、『パワードール オムニ戦記2540』、『ほんとにあった学校怪談』、『親鸞への道／八太のともだち』の版権イラストがある。

### イラストエッセイ
- 「谷口守泰のUp on the dream〜夢の彼方に〜」
  - アニメージュ1987年12月号 - 1988年6月号連載 （徳間書店）

### 小説イラスト
- マイアニメ 1986年6月号付録（秋田書店）
  - 蒼き流星SPTレイズナー　書き下ろし小説「死神にキスを」　作：伊東恒久
  - 表紙セル原画・本文イラスト（本文イラスト／加瀬政広と共同）
- マイアニメ 1986年7月号付録（秋田書店）
  - 超時空ロマネスク サミー MISSING・99 「沙美」 作：奥田誠治
  - 本文イラスト（表紙セル原画／新井豊、本文イラスト／吉田徹と共同　※表記は、吉田とおる）
- アニメディア 1986年8月号付録（学習研究社）
  - 蒼き流星SPTレイズナー　特別書き下ろしオリジナルストーリー「蒼い刻」　作：外池省二
  - 本文イラスト（表紙セル原画／貴志夫美子、本文イラスト／加瀬政広と共同）
- 小説 蒼き流星SPTレイズナー －刻印2000－　著作：伊東恒久　1986年（徳間書店）
  - 表紙セル原画・口絵イラスト（口絵イラスト／吉田徹と共同）
- 機甲猟兵メロウリンク１　著作：高橋良輔　1989年（朝日ソノラマ）
  - 表紙・本文イラスト
- 小説 装甲騎兵ボトムズ チャイルド 神の子篇　著作：高橋良輔　2020年 - 連載中（KADOKAWA）
  - キャラクターデザイン・挿絵

### 絵本
- 鎧伝サムライトルーパー(1)ヨロイギアでたたかえ！
  - 著者：サンライズ、谷口守泰、能地清　構成：ぼるぼっくす　1988年（講談社のテレビえほん（たのしい幼稚））
- シャンプーとプリンの旅
  - 作：谷口博子　絵：谷口守泰　2015年（lupiswork）
- 葉っぱのロンとアカッパチ[22]
  - 著者：楠原公助　絵：谷口守泰　2017年（カッパ座Books）

### 画集
- 蒼き流星SPTレイズナー　<書き下ろしイラストブック集>　1996年（バップ）
  - 蒼き流星SPTレイズナー リクエスト編 [第15話／第24話]　※VHSソフト購入特典
- 超時空ロマネスク サミー MISSING・99　永久保存版豪華アルバム<サミーイラストブック集>　1996年（TDKコア）
  - ※OVA予約購入特典
- アマランス3設定資料集～アニメーション動画編～巨匠　谷口守泰氏の世界　2000年（風雅書籍）

### 服飾デザイン
- KUDEN ウイグル綿不使用UVケア高品質VネックTシャツ
  - プリント（タイトルデザイン、キャラクターデザイン、イラストレーション）[23][24][25]

### イラスト展
- アニメアール・イラスト展 
  - 会場：アニメショップ・ペロ大阪本店　開催：1986年3月30日 - 4月6日
  - 谷口守泰とアニメアール（吉田徹、貴志夫美子）サイン会も併催
- 第2回 アニメアール・イラスト展
  - 会場：アニメショップ・ペロ大阪本店　開催：1987年X月X日 - X月X日
- アニメーター・逢坂浩司展～追悼展示会～
  - 会場：杉並アニメーションミュージアム　開催：2007年11月27日 - 12月9日
  - 追悼メッセージボード：アミノテツロー、伊藤嘉之、沖浦啓之、加瀬政広、木村貴宏、桑島法子、毛利和昭、杉浦幸次、関智一、高橋久美子、高見明男、谷口守泰、浜川修二朗、柳沢まさひで、山本佐和子、吉田徹、渡辺信一郎
- 『時空警察ハイペリオン』ハイペリオン・イラスト劇場展示
  - 会場：シネマート新宿　開催：2009年7月25日 - 8月14日
  - 応援イラスト：谷口守泰、山根理宏、村枝賢一、岩本佳浩
- cross thinks '09 -交錯するアート-
  - 会場：海岸通ギャラリー・CASO A・C・D室　開催：2009年8月4日 - 8月9日
  - 稲葉貴洋、斉藤壮一郎、波多野友久、igu、蘇忠男、浜田明美、江口裕子、荘明暉、浜本隆司、えとうまさゆき、鷹木朗、原田アキヒコ、榎本秀利、高田佳菜子、HIME＋YOU、オーガフミヒロ、高平亜希、日野希、奥村耕子、立嶋滋樹、平原栄治、勝間としを、谷下朋久、福嶋敏信、蚊野伸也、谷口守泰、藤井知未、カズオオモリ、たま、前田沙織、川勝五大、千足、松波康弘、久次米菜保、鶴鉄雄、三浦康男、久保徳幸、中川みき、三村逸子、KUNTA、中島麦 毛利泰房、向野雅恵、中森康夫、モトキセツコ、越田英喜、中村博次、山田真理絵、コミフェス実行委員会、名和輝明、ワクイアキラ、小山賢一、新田岳、小山吏枝、西口司郎、佐伯江梨、西野昌克
- MATTua-LA The First Exhibition 
  - 会場：studio & gallery MATTua-LA　開催： 2016年5月11日 - 6月10日
  - スタジオメンバー ＆ 谷口守泰（招待作家）[26]

## 漫画
- 影別冊 怪奇スリラー 殺人(ころし)は俺の方がうまい　1964年（大阪・日の丸文庫）
  - 殺人は俺の方がうまい・・・山森博之
  - ろくでなし・・・谷口守泰
  - 脅迫者・・・影丸譲也
    - 表紙・・・木村忠雄

## 関連出版物

### 書籍・雑誌
- 『伝説巨神イデオン』記録全集（5）
  - 「作画スタジオ紹介」 大阪アニメアール
  - 1982年（日本サンライズ）
- ロマンアルバム63 『装甲騎兵ボトムズ』
  - 「作画監督コメント」 塩山紀生、谷口守泰、西城明
  - 1984年9月15日（徳間書店）
- アニメック1985年3月号 『クリエイティブ・スタジオ特集』
  - アニメアール、東映動画、亜細亜堂、アートミック、パラレル・クリエーション
  - インタビュー/谷口守泰、村中博美、他
  - 1985年2月1日（ラポート）
- ニュータイプ1985年7月号 巻頭特集 『機動戦士Ζガンダム』
  - 「浪花のアニメーター大集合」 浪花メーターの大親分 谷口守泰
  - 1985年6月10日（角川書店）
- マイアニメ1985年12月20日号 TELECAST NOW 『蒼き流星SPTレイズナー』 
  - ANIME PEOPLE/谷口守泰、戸田恵子、島津冴子、井上敏樹
  - 表紙原画：谷口守泰
  - 付録ポスター：北爪宏幸、毛利和昭
  - 1985年12月5日（秋田書店）
- アニメージュ1986年1月号 vol.91 巻頭特集 『蒼き流星SPTレイズナー 高橋良輔ロボットアニメの系譜』 
  - 「谷口キャラを得て開花するアニメアールの作画力」
  - 「'86年のホープを探せ!」 吉田徹（推薦人 高橋良輔）、河村佳江（推薦人 杉井ギサブロー）、毛利和昭（推薦人 奥田誠治）、他　
  - 表紙原画：谷口守泰
  - 1985年12月10日（徳間書店）
- アニメック1986年6月号 巻頭特集 『蒼き流星SPTレイズナー』
  - 「若手クリエイター特集」 アニメアール、スタジオこあ
  - 1986年5月1日（ラポート）
- ジ・アニメ特別編集 『蒼き流星SPTレイズナー』
  - 「スタッフ・インタビュー」 高橋良輔、伊東恒久、谷口守泰、大河原邦男、乾裕樹、銀谷精一、植田益朗
  - 表紙原画：谷口守泰、大河原邦男
  - ピンナップ・ポスターイラスト：貴志夫美子、吉田徹
  - 1986年8月25日（近代映画社）
- デラックスアニメディア 『蒼き流星SPTレイズナー』
  - 「STAFF’S FREE TALK」 高橋良輔、植田益朗、谷口守泰、加瀬充子、外池省二、渡辺葉子、渡辺信一郎、南雅彦
  - 表紙原画：谷口守泰
  - 1986年12月10日（学習研究社）
- B-クラブスペシャル『オーラバトラー オーラファンタズム2』
  - 「クリエイターズ コメント」 出渕裕、滝沢敏文、五武冬史、幡池裕行、谷口守泰
  - 1988年（バンダイ）
- アニメベストコレクション 『ドリームハンター麗夢III』
  - 「オールザッツ・アニメアール」
  - アニメアール・イラストギャラリー、作画スタッフ鼎談／谷口守泰、毛利和昭、逢坂浩司
  - 1988年7月20日（徳間コミュニケーションズ）
- アニメV1988年XX月号
  - 「実践！キャラクターデザイン　谷口守泰インタビュー」
  - 誌上で掲載された谷口書き下ろしによるオリジナルキャラクターが劇中にゲストキャラ（実写作品でいうところのカメオ出演）で登場するという、OVAシリーズ『機甲猟兵メロウリンク』（製作：バップ、サンライズ）とのタイアップ企画
  - 1988年XX月XX日（学習研究社）
- キネマ旬報6月下旬号通巻1310号 巻頭特集 『「人狼 JIN-ROH」監督・沖浦啓之 日本映画界の若き異能 現代アニメーションの到達点』
  - 「沖浦啓之という才能を語る」
  - 押井守（映画監督）、谷口守泰（アニメアール代表）、北久保弘之（演出家）、士郎正宗（漫画家）
  - 2000年6月15日（キネマ旬報社）
- ボトムズ・アライブ　著者：岡島正晃、あさのまさひこ、中島紳介
  - 「ドキュメント・ボトムズ 作画インタビュー」 吉田徹、塩山紀生、谷口守泰
  - 2000年8月8日（太田出版）
- ヒロイン危機一髪VOL.6
  - 「ドリームハンター麗夢」作画監督／谷口守泰インタビュー・オリジナルイラストレーション
  - 2006年3月10日（大洋書房）
- ヒロインステーションVOL.1
  - アニメヒロイン・グラフティー「装甲騎兵ボトムズ」谷口フィアナ
  - 2007年5月10日（大洋書房）
- アニメージュ2007年12月号 vol.357 『追悼特集 逢坂浩司』
  - 「逢坂浩司氏とその作品の想い出」
  - 谷口守泰（アニメアール代表）、南雅彦（BONES代表取締役）、川元利浩（BONES取締役）、小森高博（アニメアール時代の先輩・後輩）、沖浦啓之（アニメアールの同期）、会川昇（脚本家）
  - 2007年11月10日（徳間書店）
- アニメーター逢坂浩司 イラスト&ワークス　著者：逢坂浩司
  - 「追悼メッセージ」 アミノテツロー、伊藤嘉之、沖浦啓之、加瀬政広、木村貴宏、桑島法子、毛利和昭、杉浦幸次、関智一、高橋久美子、高見明男、谷口守泰、浜川修二朗、柳沢まさひで、山本佐和子、吉田徹、渡辺信一郎
  - 2008年9月25日（角川グループパブリッシング）
- ANIMELAND #157 [27][28][29]　
  - interview de Moriyasu Taniguchi
  - Le 01/12/2009 par La Rédaction（フランス誌、販売地域：NMPP フランスとフランス語圏の国）
- 別冊オトナアニメ プロフェッショナル100人が選ぶベストアニメ
  - 個性派クリエイター イラスト＆インタビュー 新井淳、大平晋也、田中将賀、湯浅政明、吉田徹、森本晃司、小林治
  - アニメーターが選んだベストアニメ（選者） 浅野直之、一川孝久、入好さとる、牛島勇二、亀田祥倫、木村圭一郎、久保田誓、上妻晋作、小嶋慶祐、小森高博、崎山北斗、佐藤利幸、末澤慧、鈴木亜矢、谷口守泰、津熊健徳、中澤勇一、中本尚、西村誠芳、沼田誠也、橋本敬史、藤井慎吾、山下清悟、横田晋一、吉原達矢、栗田新一、砂川正和、村木靖
  - 2011年9月29日（洋泉社）
- テレビアニメ夜明け前 知られざる関西圏アニメーション興亡史　著者：津堅信之
  - 谷口守泰インタビュー
  - 2012年5月10日（ナカニシヤ出版）

### 同人誌
- 動画少年 5号 特集『装甲騎兵ボトムズ』PART 2 
  - インタビュー/高橋良輔、塩山紀生、谷口守泰、滝沢敏文、加瀬充子、知吹愛弓、長谷川徹
  - 表紙：塩山紀生
  - 我は如何にして谷口教徒となりしか by黒トレス
  - 対談 谷口顔は是か非か！？ 「アニメアールの魅力」（アニメアール内で配布された「谷口守泰版キリコ・キュービー設定画」を収録）
    - 花小金井（熱狂的谷口信者）vs. 木村秀雄（アンチ谷口同盟）

  - 1984年8月19日（わんぱくスタジオ）

- THE ANIME R (1982 - 1986)
  - 表紙：谷口守泰　裏表紙：毛利和昭
  - インタビュー/谷口守泰
  - イラスト：谷口守泰、吉田徹、加瀬政広、山本佐和子、沖浦啓之、浜川修二郎、吉本拓二、毛利和昭、小森高博、貴志夫美子、井上哲、佐々木一浩、黄瀬和哉、福江光恵、小川瑞江、菅原摩美佳、あらいずみるい
  - 原画・タイムシート掲載/『蒼き流星SPTレイズナー』、『北斗の拳』、『さすがの猿飛』、『幻夢戦記レダ』
  - 設定資料掲載/『蒼き流星SPTレイズナー』、『ドリームハンター麗夢』
  - 1987年11月6日（企画社）

## イベント出演
- 第25回 日本SF大会『日本SF―その成果と未来』 DAICON5
  - 「MEDIC メカデザイン・コンテスト」[30] 協賛／日本サンライズ （吹田市文化会館 小ホール 1986年8月24日11時40分開始）
  - 出演者：佐藤元、谷口守泰、吉田徹、高橋良輔、永野護
  - 「アニメアールの明るいアニメータ講座」[31] （吹田市文化会館 練習室 1986年8月23日15時30分開始）
  - 出演者：糸島雅彦、佐々木かずひろ、沖浦啓之、浜川修二郎、加瀬政広（他）
- 大阪デザイン専門学校 2007 summer open campus
  - 「プロのアニメーターに聞く! 業界のこと、仕事のこと」
  - アニメ界のカリスマ! 「アニメアール」谷口先生が、仕事の仕組みや、これからの業界の動向について解説。（大阪市北区 大阪総合デザイン専門学校  2007年7月28日、8月3日、8月8日、8月25日）
  - 講師：谷口守泰（アニメアール主宰）
- 第10回 ジャパンエキスポ 2009
  - 「The character designer Moriyasu TANIGUCHI at J.E」
  - Come and meet the character designer Moriyasu TANIGUCHI, in public conference and signing sessions on the Japan Expo festival! （フランス パリ・ノールヴィルパント展示会会場（フランス語版） 2009年7月2日、7月3日、7月4日、7月5日）
  - アニメ・マンガ関連ゲスト：CLAMP、高田明美、渡辺信一郎、谷口守泰、佐藤大、西尾鉄也、赤井孝美（他）
- コバヤシオサムのアニメ道（みち）×12＝「アニメアールとレイズナーと谷口守泰とボトムズとダグラム!」
  - 大阪の老舗スタジオ、アニメアールの谷口守泰を招き、ダグラムからボトムズ、そしてキャラクターデザインを手掛けたレイズナー。大坂のアニメ事情や、アニメアールから巣立った幾多のキラ星アニメーターの話など。大阪の夜は眠れない!!（大阪市中央区 ロフトプラスワンWEST 2017年5月6日）[32][33][34]
  - ナビゲーター：小林治
  - ゲスト：谷口守泰、中澤勇一、吉田徹、佐藤裕紀
  - メッセージ：沖浦啓之、小森高博
  - 電話ゲスト：高橋良輔